# Precis intermedia
Precis intermedia är en fjärilsart som beskrevs av Wichgraf 1918. Precis intermedia ingår i släktet Precis och familjen praktfjärilar. Inga underarter finns listade i Catalogue of Life.